# 科尔多瓦犹太区

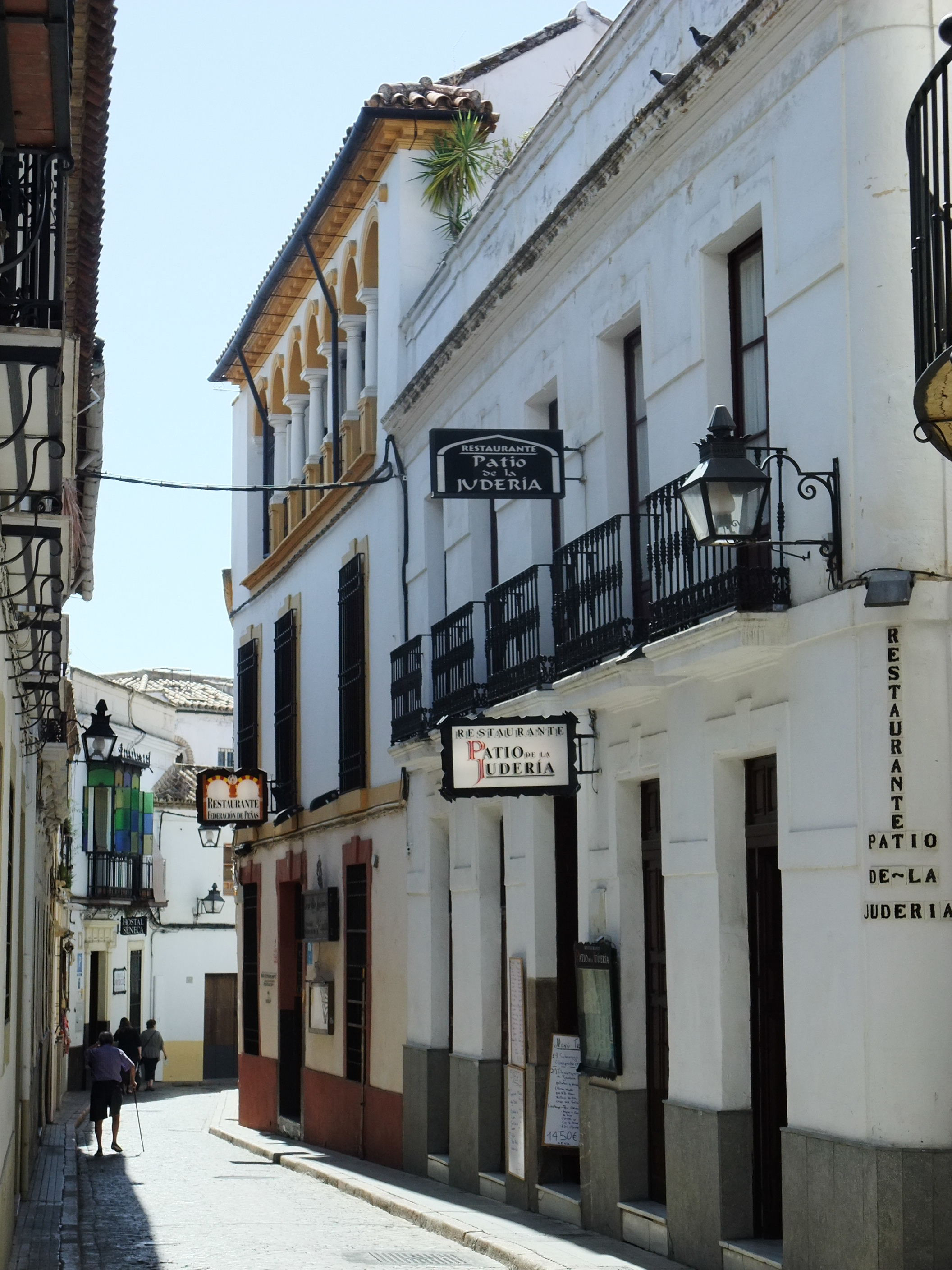
科尔多瓦犹太区的小巷

科尔多瓦犹太区（西班牙語：Judería de Córdoba）是西班牙科尔多瓦市的一部分，在10世纪到15世纪之间，曾为犹太人集中居住的街区。它位于清真寺-主教座堂的西北方，周边被Deanes、Manríquez、Tomás Conde、Judíos、Almanzor、Romero等小巷环绕。
这是一个游客参观较多的地区，因为，除了清真寺-主教座堂，还可以看到犹太会堂、斗牛博物馆等景点。
在犹太巷（Calle de los Judíos），有一宏伟的犹太哲学家和医生迈蒙尼德青铜雕像。